# 李·軒祖
李·安祖·軒祖（英語：Lee Andrew Hendrie，1977年5月18日—），已退役的英格蘭職業足球員，司職中場。他曾為英格蘭U21成員以及取得一頂英格蘭國家隊喼帽。

## 生平

### 球會
阿士東維拉
軒祖出生於伯明翰，於1995年12月23日首度代表阿士東維拉出場，在1:0擊敗昆士柏流浪一戰中後備入替，於1997/98年球季獲得球會「年度最佳青年球員」獎，更為維拉於2000年英格蘭足總盃決賽披甲。但他的發展減慢了，不斷的紅牌使他於2000年始被雪藏，直至2003年奧拉利的上任，給予他第二個機會。
在2005/06年球季失去維拉的正選席位後，軒祖在維拉公園球場的年代已步入尾聲，樸茨茅夫則表示對他有興趣。9月29日，他經爸爸的推介，外借至史篤城。2007年1月30日，他和「陶工」的借用期延長至2006/07年球季季尾。
錫菲聯
2007年7月19日，軒祖以自由身資格，和錫菲聯簽訂3年合約。於聯賽揭幕戰首度在新球會亮相，該場球隊於主場以2:2賽和高車士打。可是，他因受傷而缺席上半球季。軒祖在2007年9月以5:0大勝莫克姆的英格蘭聯賽盃賽事中，首次為「刀片」取得入球，但因球會護級的關係，他一直未能站穩正選一席位。
2008年2月，白賴仁·笠臣離隊，由新教練布力維爾接任，很快便將軒祖租借於護級的莱斯特城，被視為永久的轉會。於2009年3月29日對斯肯索普一戰，一箭定江山，可惜仍未能助球會護級，其後便返會白馬徑。
2008年11月16日，他以借用形式加盟黑池，為期至2009年1月1日。在同日便首度為新東家上陣，主場迎戰普雷斯頓時後備入替。2008年12月9日對雷丁一仗被逐離場，於2008年12月31日返回錫菲聯，合共上陣6場。
返回白馬徑後，軒祖宣言會用盡最大努力去爭取正選位置，但他至季尾，只獲得數場後備上陣的機會。
打比郡
2009年9月1日軒祖以交換球員形式加盟另一支英冠球會。由於受傷患困擾，軒祖上陣機會不多，於2010年3月23日被外借到英甲球會白禮頓直到球季結束，如合用更可於夏季正式轉會，期間上陣8場。5月13日打比郡時任領隊尼祖·哥洛夫（Nigel Clough）表明軒祖在6月約滿後不獲續約。
巴拉福特
離開打比郡後軒祖一直跟隨雷丁操練，但沒有獲得錄用。最終於2010年9月17日以短約形式加盟英乙球會巴拉福特。於2011年1月2日領隊以預算不足為由放棄與他續約，期間上陣12場及射入兩球。
萬隆
2011年1月26日軒祖轉戰亞洲球壇，加盟印尼超級足球聯賽球會萬隆（FC Bandung），簽約兩年。

### 國家隊
李·軒祖總共為英格蘭U21上陣12場並攻入5球。在1998年11月18日對戰捷克隊的賽事中，他為英格蘭贏得了他唯一的國際賽。

## 個人生活
李·亨德里是由前苏格兰职业足球运动员保罗·亨德里（Paul Hendrie）所生。他是另外一名足球运动员约翰·亨德里（John Hendrie）的表亲。
2012年1月27日，李·亨德里宣佈破產，期間他兩度嘗試自殺。

## 榮譽
阿士東維拉
- 圖圖盃冠軍：2001年；
- 英格蘭足總盃亞軍：2000年；

## 外部連結
- Lee Hendrie player profile at sufc.co.uk
- 足球数据库：李·軒祖的球员统计数据
- Information on player
- BBC Sport profile （页面存档备份，存于）